# Higuera Larga
Higuera Larga är en ort i Mexiko.   Den ligger i kommunen Cosalá och delstaten Sinaloa, i den centrala delen av landet, 900 km nordväst om huvudstaden Mexico City. Higuera Larga ligger 490 meter över havet och antalet invånare är 121.
Terrängen runt Higuera Larga är kuperad. Runt Higuera Larga är det mycket glesbefolkat, med 6 invånare per kvadratkilometer. Närmaste större samhälle är Cosalá, 13,4 km väster om Higuera Larga. I omgivningarna runt Higuera Larga växer i huvudsak lövfällande lövskog.